# Bataillon d'Intelligence 601

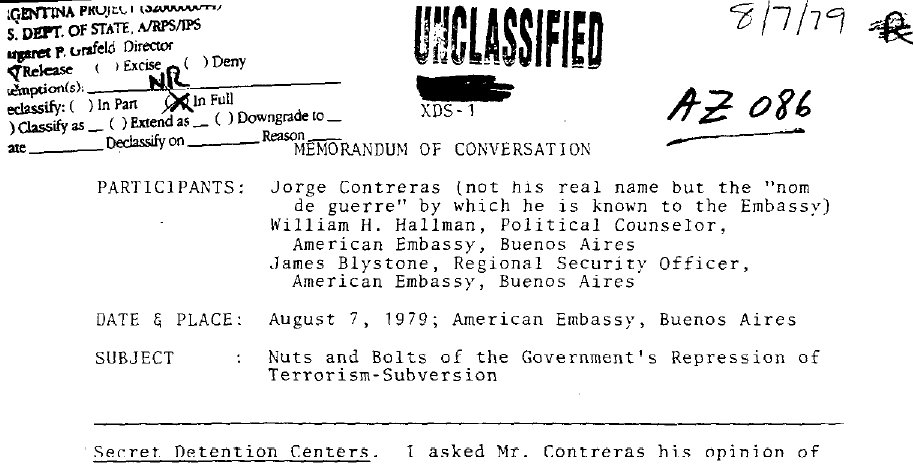
Memorandum du 7 août 1979 de l'ambassade des États-Unis à Buenos Aires, retraçant la discussion avec « Jorge Contreras », le directeur de la Task Force no 7 de la section Reunion Central de l'Unité d'intelligence 601 de l'armée, qui comprenait des effectifs de toutes les armes de l'armée argentine. Ce document a été publié par la National Security Archive, ONG qui a obtenu (avec le journaliste John Dinges) les premiers documents sur le bataillon d'intelligence 601.

Le bataillon d'intelligence 601 était un corps spécial des services de renseignement de l'armée argentine, fondé dans les années 1970, avant le coup d'État de mars 1976, dans le cadre de la planification et de l'exécution de la « guerre sale », au cours de laquelle la junte de 1976-1983 assassina 30 000 personnes. Les locaux du bataillon étaient utilisés pour des réunions entre les différents services de sécurité argentins, fonctionnant ainsi comme organe transversal de direction.
Dirigé par le général Guillermo Suárez Mason (en) et dépendant du IIe Commandement de l'armée, le bataillon 601 a aussi eu un rôle central non seulement dans l'opération Condor, mais aussi dans l'opération Charly, par laquelle Buenos Aires a étendu son « savoir-faire » contre-insurrectionnel à toute l'Amérique latine. Suárez Mason tenait ses ordres du chef de la junte Leopoldo Galtieri. Le bataillon n'a été dissous qu'en 2000, et le service d'intelligence extérieur actuel de l'armée s'appelle « Central de Reunión de Inteligencia Militar (en) » (CRIM).

## Fonctionnement

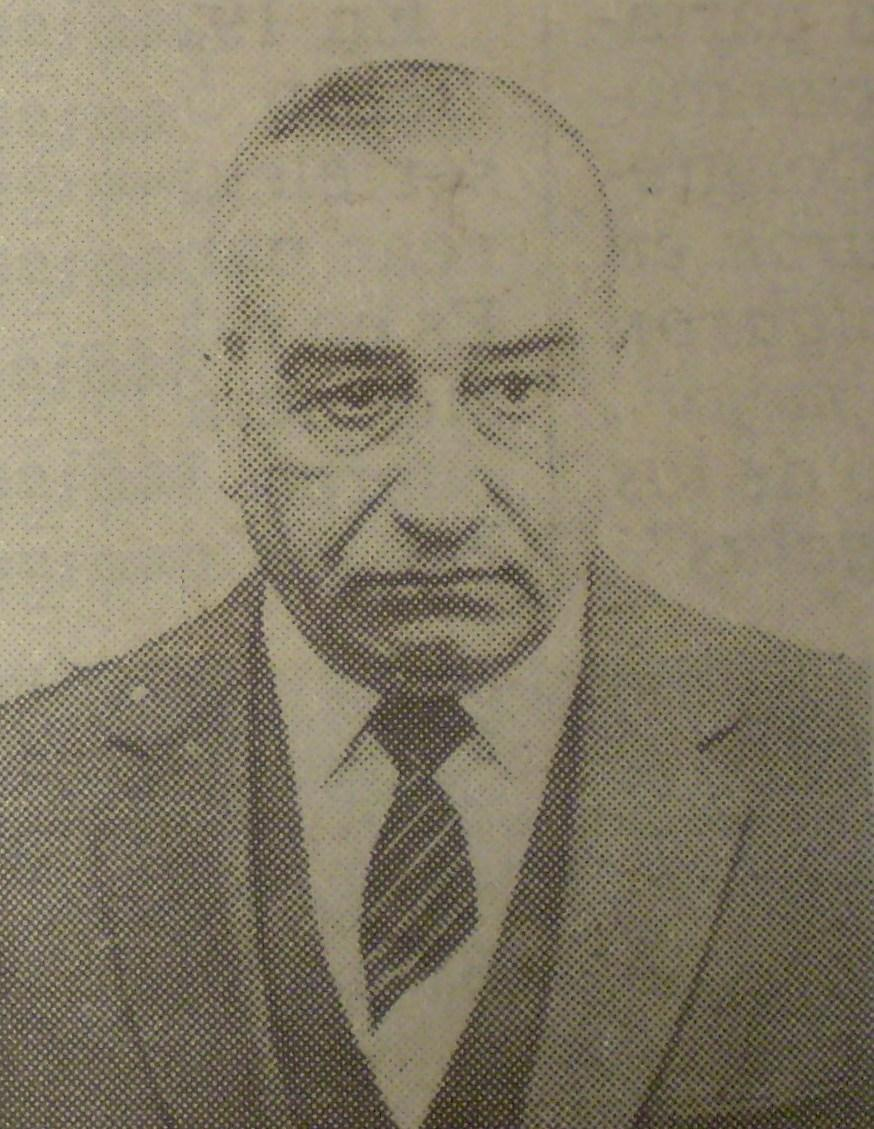
Le général Cristino Nicolaides en 1983. Il fut chef du bataillon 601 et responsable de l'Institut de Campo de Mayo, avant d'être nommé commandant en chef de l'armée après la guerre des Malouines, devenant à ce titre membre de la junte. Aujourd'hui décédé, il a fait l'objet de poursuites judiciaires pour crimes contre l'humanité.

Le bataillon était le « cerveau » des opérations de l'armée argentine, qui coordonnait les assassinats et les disparitions forcées, se chargeait des infiltrations, des arrestations et de la torture, etc,. Selon des archives déclassifiées à la suite du décret du 1er janvier 2010 de la présidente Cristina Kirchner (FPV, centre-gauche), il était composé de plus de 4 300 PCI (Personnel civil d'intelligence), classe qui comprenait 3 952 civils et 354 militaires, ceux-là allant de professeurs aux concierges,. Les civils étaient dotés de grades équivalents à ceux des militaires, et pouvaient obtenir jusqu'à l'équivalent du grade de colonel. En 2000, sous la présidence de Fernando de la Rúa (UCR, centre-droit), les 500 civils qui travaillaient encore dans l'unité ont été remerciés.
Le directeur de l'Archivo Nacional de la Memoria (en), Ramon Torres Molina, a refusé de donner aucun nom tant que le magistrat Ariel Lijo n'aurait pas achevé l'examen de ces archives. Plusieurs noms sont cependant déjà connus: outre celui du chef Guillermo Suárez Mason (en), Agustín Feced (en) (chef de la police de la province de Santa Fe, exerçant à Rosario, qui faisait partie du bataillon depuis juin 1974), Pascual Guerrieri et Jorge Arias Duval, Leandro Sánchez Reisse, qui témoigna en 1987 devant le Congrès des États-Unis, dévoilant un certain nombre d'opérations de trafic d'armes et de stupéfiants effectuées par le bataillon, Raúl Guglielminetti, qui participa aux opérations extérieures, Carlos Alberto Roque Tepedino, qui dirigea un temps le bataillon, etc.
Un mémo de James J. Blystone, officier américain (Regional Security Officer (en)) à l'ambassade de Buenos Aires, du 6 février 1980, décrit l'évolution de la structure du bataillon, avec la division en deux groupes de la Division d'analyse de l'intelligence, qui avait surveillé le PCR, le PST (es) de Nahuel Moreno et le PO, ainsi que la création de deux nouvelles branches, l'une pour étudier les partis politiques et l'autre pour l'analyse des activités extérieures.

## Opérations connues
Outre sa participation à la Nuit des Crayons (septembre 1976), le bataillon infiltra ainsi, avec un de ses PCI, l'Armée révolutionnaire du peuple (ERP), ce qui lui permit d'anticiper et de déjouer l'assaut de Monte Chingolo effectué le 23 décembre 1975, sous le gouvernement d'Isabel Perón. Ils firent la même chose pour déjouer la contre-offensive lancée par les Montoneros lors de la Coupe du monde de football de 1978. Cette fois, ils arrêtèrent dès leur arrivée au pays les militants qui s'étaient exilés (dont Ricardo Zucker, le fils de l'acteur Marcos Zucker): cette affaire a valu l'inculpation de Leopoldo Galtieri et d'agents du bataillon 601 par le magistrat Claudio Bonadio dans les années 2000.
Un document des États-Unis du 18 août 1980, obtenu par la National Security Archive de l’université George Washington, montre aussi que le bataillon 601 avait participé à :
- l’enlèvement de deux Montoneros argentino-italiens[7] à Lima, du 9 au 15 juin 1980 (effectués avec l'assistance des services péruviens, sous la dictature de Francisco Morales Bermúdez[7]). Deux autres Argentins furent enlevés lors de cette opération, dont Noemí Gianetti de Molfino, des Grands-mères de la place de Mai, qui se rendait à une conférence sur les droits de l'homme[7], informant sur la disparition forcée de deux de ses enfants[8]. Les détenus ont d'abord été transférés aux services boliviens[7]. La dépouille de Gianetti de Molfino fut ensuite trouvée à Madrid le 21 juillet 1980[7]. Gustavo Molfino, le fils, échappa alors à l'opération[7] ;
- l’assassinat d’un citoyen argentin à Madrid ;
- au coup d’État du 17 juillet 1980 en Bolivie (Cocaine Coup (en)) inaugurant la dictature de Luis García Meza Tejada[2].

Ces différentes opérations extérieures prenaient cadre soit dans la phase 3 de l'opération Condor (pourchasser les opposants à l'extérieur, y compris en Europe), soit dans celui de l'opération Charly, qui débuta avec l'assistance fournie en Bolivie avant de culminer avec la formation des Contras pour lutter contre le régime sandiniste au Nicaragua et d'autres groupes paramilitaires au Salvador et au Honduras (entraînement du bataillon 316 dans la base de Lepaterique).
Le colonel Osvaldo « balita » Ribeiro du bataillon 601 travailla ainsi au Honduras, avec José Santiago Hoya et José Luis Arias, et au Salvador (ceci fut avoué dès 1982, dans la presse brésilienne, par l'agent brésilien Héctor Francés García, détaché au Costa Rica, qui admit la participation du Brésil à la séquestration de Mónica Pinus et de Horacio Campiglia, arrêtés à l'aéroport de Rio de Janeiro le 12 mars 1980, et de Lorenzo Ismael Viñas, qui finirent tous à Campo de Mayo).

## Transition démocratique
Avec l'élection de Raúl Alfonsín à la présidence, en 1983, beaucoup de membres du bataillon furent remerciés, et nombre d'entre eux, dont la bande de l'ex-agent de la SIDE (en) Aníbal Gordon, se reconvertirent dans l'enlèvement d'entrepreneurs et le grand banditisme. Sous Carlos Menem, le bataillon fut encore « dégraissé », n'échappant pas à la politique générale de réduction des effectifs de la fonction publique.

### Procès
Le 10 juillet 2002, le magistrat Claudio Bonadio a délivré des mandats d'arrêts contre Leopoldo Galtieri et une trentaine d'autres militaires (dont le chef du bataillon Carlos Alberto Roque Tepedino) pour leur implication présumée dans la disparition forcée de deux présumés Montoneros, Horacio Campiglia et Susana Binstock, capturés par le bataillon 601, en coopération avec les services de renseignement de la dictature brésilienne, selon un mémorandum du RSO James Blystone à l'ambassadeur Castro (en) du 7 avril 1980. Campiglia et Binstock ont été transférés au centre clandestin de détention de Campo de Mayo avant de « disparaître ». 
Les colonels Luis Arias et Waldo Carmen Roldán furent condamnés en décembre 2007 à, respectivement, 25 et 23 ans de prison pour la séquestration et l'assassinat des Argentins à Lima en 1980. Le colonel Julio César Bellene, inculpé dans la même affaire, est décédé le 23 novembre 2007.
En janvier 2010, la présidente Cristina Kirchner a promulgué un décret déclassifiant toutes les archives concernant les violations des droits de l'homme, ce qui a permis notamment de transmettre à la justice la liste des membres du bataillon : auparavant, les magistrats devaient faire des requêtes individualisées pour obtenir la déclassification d'un nom. La plupart des archives ont été brûlées sous l'ordre du général Cristino Nicolaides dans les derniers jours de la dictature, mais ces listes ont été conservées, servant à payer les retraites de ces agents de l'État.